# Cevat Yerli

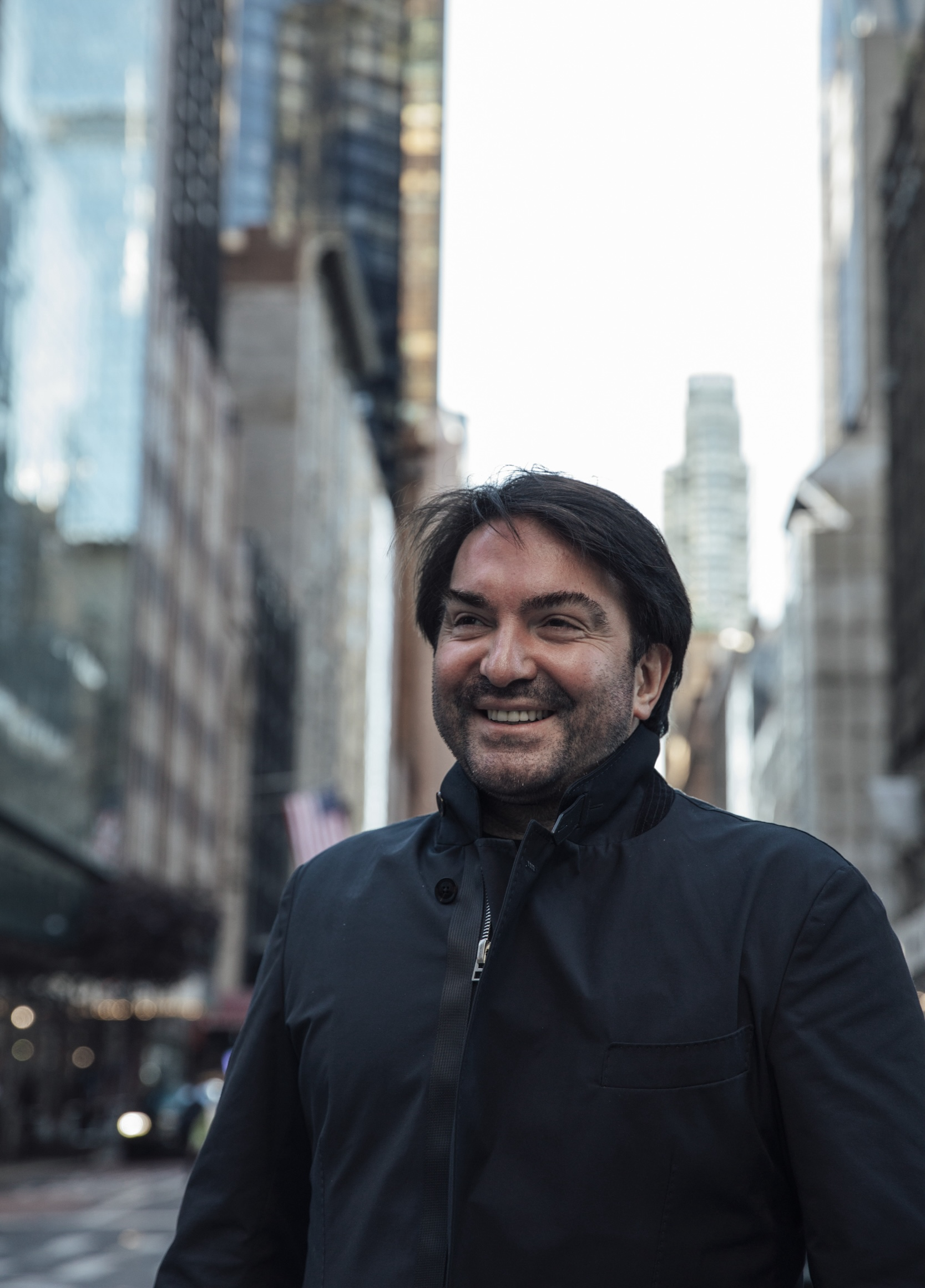
Cevat Yerli

Cevat Yerli (* 1978 in Coburg) ist ein deutsch-türkischer Unternehmer und Spieleentwickler. Bekannt wurde er als Mitgründer und Geschäftsführer des Unternehmens Crytek, eines der größten deutschen Entwicklungsstudios für Computerspiele. Bei Crytek leitete er außerdem die Entwicklung der Spiele Far Cry, Crysis, Crysis 2, Crysis 3 und Ryse: Son of Rome.

## Leben
Cevat Yerli wurde 1978 als jüngster Sohn von Fatma und Mustafa Cevdet Yerli in Coburg geboren, womit er das einzige Kind der Familie ist, das nicht in der Türkei geboren wurde. Seine Eltern waren in den 1970ern als Gastarbeiter aus der am Schwarzen Meer gelegenen Stadt Giresun in der Türkei nach Deutschland gezogen. Yerli hat vier ältere Geschwister, drei Brüder und eine Schwester. Im Jahr 1988 bekam er seinen ersten Computer, einen Commodore 64, später erhielt er einen Amiga. Zusammen mit seinen Brüdern Faruk und Avni beschloss er schon früh, eigene Computerspiele zu entwickeln. Ein erstes eigenes Spiel, eine Thai-Box-Simulation, wurde jedoch nie veröffentlicht, da der Amiga-Heimcomputer, für den der Titel entwickelt wurde, inzwischen veraltet war. 1997 gründete er in Coburg gemeinsam mit seinen beiden Brüdern die Firma Crytek, die jedoch erst 1999 offiziell als Unternehmen registriert wurde. Nach einem Studium der Betriebswirtschaft widmete er sich schließlich voll und ganz seinem Unternehmen. 2004 wurde dann Far Cry, das erste eigene Spiel von Crytek über den Publisher Ubisoft veröffentlicht. Das Spiel wurde ein großer Erfolg, wurde von der Fachpresse insbesondere für die herausragende Spielgrafik gelobt und verkaufte sich über 2,6 Millionen Mal zum Vollpreis. Durch den großen Erfolg konnte Crytek weiter expandieren. Im Jahr 2006 zog Yerli mit seiner Firma nach Frankfurt am Main. 2007 wurde der zweite eigene Titel, Crysis veröffentlicht, der mit Crysis 2 (2011) und Crysis 3 (2013) zwei Nachfolger erhielt. Yerli leitete Crytek bis Februar 2018 und ist heute noch als Berater für das Unternehmen tätig. Er ist zudem häufig Redner auf Konferenzen und Kongressen zum Thema Computerspiele.